# Segunda División 1971-1972 (Spagna)
L'edizione 1971-72 della Segunda División fu il quarantunesimo campionato di calcio spagnolo di seconda divisione. Il campionato vide la partecipazione di 20 squadre raggruppate in un unico gruppo. Le prime tre della classifica furono promosse in Primera División mentre le ultime quattro furono retrocesse in Tercera División.

## Classifica finale
|  |     | Classifica 1971-72 | Pt | G  | V  | N  | P  | GF | GS | DR  |
|  | --- | ------------------ | -- | -- | -- | -- | -- | -- | -- | --- |
|  | 1.  | Real Oviedo        | 51 | 38 | 21 | 9  | 8  | 40 | 19 | +21 |
|  | 2.  | Castellón          | 50 | 38 | 21 | 8  | 9  | 50 | 29 | +21 |
|  | 3.  | Real Saragozza     | 50 | 38 | 21 | 8  | 9  | 66 | 31 | +35 |
|  | 4.  | Elche              | 49 | 38 | 20 | 9  | 9  | 47 | 21 | +26 |
|  | 5.  | Leonesa            | 42 | 38 | 18 | 6  | 14 | 55 | 53 | +2  |
|  | 6.  | CD Logroñés        | 41 | 38 | 16 | 9  | 13 | 39 | 36 | +3  |
|  | 7.  | Real Valladolid    | 39 | 38 | 16 | 7  | 15 | 50 | 45 | +5  |
|  | 8.  | Rayo Vallecano     | 39 | 38 | 14 | 11 | 13 | 37 | 40 | -3  |
|  | 9.  | Tenerife           | 38 | 38 | 14 | 10 | 14 | 48 | 33 | +15 |
|  | 10. | Sant Andreu        | 38 | 38 | 15 | 8  | 15 | 36 | 33 | +3  |
|  | 11. | Pontevedra         | 36 | 38 | 13 | 10 | 15 | 38 | 45 | -7  |
|  | 12. | Maiorca            | 36 | 38 | 11 | 14 | 13 | 25 | 33 | -8  |
|  | 13. | Valencia Mestalla  | 34 | 38 | 11 | 12 | 15 | 31 | 47 | -16 |
|  | 14. | Hércules           | 34 | 38 | 13 | 8  | 17 | 43 | 40 | +3  |
|  | 15. | Racing Santander   | 34 | 38 | 14 | 6  | 18 | 33 | 45 | -18 |
|  | 16. | Cadice             | 34 | 38 | 14 | 6  | 18 | 38 | 43 | -5  |
|  | 17. | Villarreal         | 32 | 38 | 10 | 12 | 16 | 30 | 48 | -18 |
|  | 18. | Racing Ferrol      | 29 | 38 | 10 | 9  | 19 | 31 | 58 | -27 |
|  | 19. | Xerez              | 27 | 38 | 6  | 15 | 17 | 26 | 49 | -23 |
|  | 20. | Langreo            | 27 | 38 | 11 | 5  | 22 | 38 | 53 | -15 |

## Torneo per la permanenza
|                   | Risultato |               | Andata | Ritorno |  |
| ----------------- | --------- | ------------- | ------ | ------- |  |
| Racing Santander  | 3 - 0     | Salamanca UDS | 2 - 0  | 1 - 0   |  |
| Hércules          | 4 - 2     | CD Cartagena  | 3 - 1  | 1 - 1   |  |
| Valencia Mestalla | 4 - 2     | Terrassa      | 4 - 1  | 0 - 1   |  |
| Sestao Sport      | 3 - 4     | Cadice        | 1 - 2  | 2 - 2   |  |

## Verdetti
- Real Oviedo,  Castellón e  Real Saragozza promosse in Primera División 1972-1973.
- Villarreal,  Racing Ferrol,  Xerez e  Langreo retrocesse in Tercera División.